# 市谷鷹匠町
市谷鷹匠町（いちがやたかじょうまち）は、東京都新宿区の町名。「丁目」の設定のない単独町名である。住居表示未実施。

## 地理
新宿区の東部に位置する。町域北部は、払方町に接する。東部は市谷長延寺町・市谷砂土原町一丁目に接する。南部は市谷左内町に接する。西部は納戸町に接する。

## 歴史
かっては立派な門構えの邸宅も見られたが1990年代に入ると急速に拡張を重ねる大日本印刷の関連施設へと姿を変えていった。

### 地名の由来
由来は、江戸時代に鷹匠組屋敷があったことからきている。

## 世帯数と人口
2025年（令和7年）3月1日現在（新宿区発表）の世帯数と人口は以下の通りである。
- 世帯数 : 56世帯
- 人口 : 79人

### 人口の変遷
国勢調査による人口の推移。
| 年                 | 人口 |
| ------------------ | ---- |
| 1995年（平成7年）  | 214  |
| 2000年（平成12年） | 179  |
| 2005年（平成17年） | 146  |
| 2010年（平成22年） | 124  |
| 2015年（平成27年） | 48   |
| 2020年（令和2年）  | 32   |

### 世帯数の変遷
国勢調査による世帯数の推移。
| 年                 | 世帯数 |
| ------------------ | ------ |
| 1995年（平成7年）  | 134    |
| 2000年（平成12年） | 110    |
| 2005年（平成17年） | 78     |
| 2010年（平成22年） | 58     |
| 2015年（平成27年） | 22     |
| 2020年（令和2年）  | 20     |

## 学区
区立小・中学校に通う場合、学区は以下の通りとなる（2018年8月時点）。
- 区域 : 全域
  - 小学校 : 新宿区立愛日小学校
  - 中学校 : 新宿区立牛込第三中学校

## 交通
町域内には鉄道駅はないが、市ケ谷駅の西側にあたり、利用可能な範囲にある。

## 事業所
2021年（令和3年）現在の経済センサス調査による事業所数と従業員数は以下の通りである。
- 事業所数 : 5事業所
- 従業員数 : 364人

### 事業者数の変遷
経済センサスによる事業所数の推移。
| 年                 | 事業者数 |
| ------------------ | -------- |
| 2016年（平成28年） | 6        |
| 2021年（令和3年）  | 5        |

### 従業員数の変遷
経済センサスによる従業員数の推移。
| 年                 | 従業員数 |
| ------------------ | -------- |
| 2016年（平成28年） | 375      |
| 2021年（令和3年）  | 364      |

## 施設
- DNPファシリティサービス

## その他

### 日本郵便
- 郵便番号 : 162-0848[3]（集配局 : 牛込郵便局[15]）。